# Knut Nystedt
Knut Nystedt (ur. 3 września 1915 w Christianii, zm. 8 grudnia 2014 w Oslo) – norweski kompozytor, dyrygent i organista.

## Życiorys
Kształcił w Oslo u Arilda Sandvolda (organy), Øivina Fjeldstada (dyrygentura) i Bjarnego Brustada (kompozycja). W 1947 roku wyjechał do Stanów Zjednoczonych, gdzie kontynuował naukę u Ernesta White’a (organy) i Aarona Coplanda (kompozycja). Od 1946 do 1982 roku pełnił funkcję organisty w Torshov kirke w Oslo. Od 1950 roku prowadził Det Norske Solistkor. Grupa ta, specjalizująca się w wykonawstwie muzyki współczesnej, zdobyła sobie międzynarodową sławę. Nystedt występował z nią wielokrotnie w Stanach Zjednoczonych, a także w Japonii, Korei Południowej, Hongkongu i Tajlandii (1978), Chinach (1982) i Izraelu (1984, 1988). W latach 1964–1985 wykładał dyrygenturę chóralną w konserwatorium w Oslo. W 1966 roku został odznaczony krzyżem kawalerskim Orderu Świętego Olafa. W 1978 roku otrzymał nagrodę Spellemannprisen.

## Twórczość
We wczesnym okresie swojej twórczości obracał się w idiomie narodowym, później zwrócił się w kierunku neoklasycyzmu. W latach 60. XX wieku wypracował indywidualny styl, łączący w sobie elementy tradycji i nowoczesności. Nadrzędną rolę w kompozycjach Nystedta odgrywają barwa i brzmienie. Jego twórczość ma charakter w dużej mierze religijny, jednak nieskomplikowany i adresowany do szerokiego grona słuchaczy. Operował sonorystycznymi blokami dźwiękowymi i przebiegami aleatorycznymi, łącząc diatonikę i elementy nawiązujące do chorału gregoriańskiego z klasterami chóralnymi.

## Wybrane kompozycje
(na podstawie materiałów źródłowych)

### Utwory orkiestrowe
- Høgfjell (1941)
- Concerto grosso na 3 trąbki i smyczki (1946)
- fantazja symfoniczna Spenningens land (1947)
- Festival Overture (1950)
- Symfonia na smyczki (1950)
- Concertino na rożek angielski, klarnet i smyczki (1952)
- De syv segl (1960)
- Collocations (1963)
- Mirage (1974)
- Fisken (1976)
- Exsultate (1980)
- Sinfonia del mare (1983)
- Koncert na róg i orkiestrę (1986)
- Concerto Arctandriae na smyczki (1991)
- Apocalypsis Joannis na solistów, chór i orkiestrę (1998)

### Utwory kameralne
- 5 kwartetów smyczkowych (I 1938, II 1948, III 1956, IV 1966, V 1988)
- The Moment na sopran, czelestę i perkusję (1962)
- Pia memoria na 9 instrumentów dętych blaszanych (1971)
- Rhapsody in Green na kwintet dęty blaszany (1978)
- Music na 6 puzonów (1980)

### Utwory na chór a cappella
- De profundis (1964)
- Missa Brevis (1984)
- The Lamentations of Jeremiah (1985)
- Salve Regina (1999)

### Utwory wokalno-instrumentalne
- Norge mitt land na baryton, chór i orkiestrę (1944)
- Nådevegen na solistów, chór i orkiestrę (1946)
- Spes Mundi na chór, grupę teatralną, trąbkę, organy, perkusję, recytatora i wiernych (1970)
- Dies Irae na 4 chóry, instrumenty dęte i perkusję (1976)
- A Hymn of Human Rights na chór, organy i perkusję (1982)
- For a Small Planet na chór, kwartet smyczkowy, harfę i recytatora (1983)
- Stabat Mater na chór i wiolonczelę (1986)
- Salomo (Song of Songs) na solistów, chór, tancerzy, instrumenty i organy (1990)
- One Mighty Flowering Tree na chór i orkiestrę dętą (1994)
- Kristnikvede na chór i orkiestrę (1994)
- Libertas Vincit na recytatora, chór i orkiestrę kameralną (1994)
- A Song as in the Night na solistów, chór i orkiestrę (1996)
- Ode til Mennesket na recytatora, chór, orkiestrę i tancerzy ad libitum (2000)

### Opery
- Med krone og stjerne (1971)
- Salomos hoy sang (1989)